# Pływanie na Letnich Igrzyskach Olimpijskich 1904 – 220 jardów stylem dowolnym mężczyzn
Konkurencja pływacka 220 jardów stylem dowolnym na Letnich Igrzyskach Olimpijskich 1904 w Saint Louis odbyła się 6 września 1904 r. Uczestniczyło w niej 4 pływaków z 3 państw.

## Wyniki

### Finał
| Poz. | Zawodnik        | Wynik  |
| ---- | --------------- | ------ |
| 1.   | Charles Daniels | 2:44,2 |
| 2.   | Francis Gailey  | 2:46,0 |
| 3.   | Emil Rausch     | 2:56,0 |
| 4.   | Edgar Adams     |        |